# Rasmus Rasmussen
Pour les articles homonymes, voir Rasmussen.
Rasmus Rasmussen, né le 26 mai 1899 à Kerteminde et mort le 11 avril 1974 à Odense, est un gymnaste artistique danois.

## Carrière
Rasmus Rasmussen participe aux Jeux olympiques d'été de 1920 à Anvers et obtient une médaille d'argent en système suédois par équipes.